# Emirat de Gazni
L'emirat de Gazni fou un estat que va existir breument del 1879 al 1880 a l'entorn de la ciutat de Gazni, durant la segona guerra angloafganesa.

## Història
El 1872 els russos van ocupar el kanat de Khivà. Shir Ali, emir de l'Afganistan, va demanar protecció als britànics que s'hi van negar i aleshores va fer aliança amb els russos. Això va molestar als britànics i finalment va esclatar la segona guerra angloafganesa (1878-1880); Shir Ali fou derrotat pels britànics a va morir en la fugida; el seu fill i successor Muhammad Yakub Khan, va reconèixer la sobirania britànica sota certes condiciones: cedia els congost de Khyber, Paibar i Khodjak i consentia en el nomenament d'un resident britànic a Kabul que controlaria les relacions exteriors. Els ghilzai que aixecaven el cap al sud de l'Afganistan dirigits per Sahib Khan, fill de Taraki Malik, foren dispersats finalment després d'un combat a Shahjui el 24 d'octubre de 1879, per un destacament britànic procedent de Kandahar.
Yakub va anomenar al seu germà Ayyub Khan com emir d'Herat (març de 1880). Però al cap de poc temps Yakub no va aconseguir mantenir el control de les tribus; el resident britànic Louis Cavagnari fou assassinat i Kabul (on eren els britànics) va patir l'atac dels rebels el que va obligar a una segona campanya dels britànics que va aconseguir la rendició de Yakub Khan, que fou exiliat a l'Índia Britànica quedant el tron vacant; el cap dels rebels de Kabul, mullah Muskh-i Alim, es va retirar cap al sud, en direcció a Gazni, i es va emportar amb ell a Musa Jan, el fill petit de Yakub Khan. El 24 de desembre de 1879 Musa Jan fou proclamat allí com emir pel rebels.
Els britànics estaven en mala situació en un país enemic molt mal comunicat, i havien de buscar un sobirà acceptable doncs, davant l'expansió russa, els britànics volien establir un Afganistan fort i amic que fes de tampó entre els dominis russos a Turquestan i els britànics a l'Índia. A la primavera del 1880 Abd al-Rahman Khan, que estava refugiat a Rússia, es va presentar al Turquestan Afganès amb nombrosos seguidors i va establir el seu control de la part al nord de l'Hindu Kushh amb seu a Kunduz, si bé tenia pocs partidaris notables al sud, especialment al Kohistan, però aviat els notables kohistanis Mir Bacha i Khoja Jan, que donaven suport a Musa Jan, es van declarar a favor de Abd al-Rahman Khan. Els britànics havien portar tropes des de la presidència de Bengala, les quals van entrar a l'Afganistan pel pas de Bolan i es van dirigir a Gazni. En la seva marxa van arribar a Kalat-i Ghilzai sense gaire oposició però a partir d'allí la resistència es va concentrar; el 19 d'abril una força de 15.000 guerrers tribals els va enfrontar a una població a uns 25 km de Gazni, en els turons que dominaven el camí cap a Gazni; la majoria eren ghilzai però també hi havia durranis de Kandahar i alizais de Zamindawar (dirigits pel valent Ahmed Khel, mort a la lluita). Després d'una batalla d'una hora els guerrers foren dispersats deixant mil morts al camp de batalla, i els britànics van entrar a Gazni el 21 d'abril de 1880. Posteriorment els britànics ja no van trobar oposició en el seu camí a Kabul.
El tron fou finalment ofert a Abd al-Rahman (juliol de 1880) en determinades condicions que deixaven notable influència als britànics, condicions acceptades per Abd al-Rahman a la conferència de Zimma el 31 de juliol i 1 d'agost de 1880.

## Nota
1. ↑  Foreign Office, 65, 1104, article impresos per ús del gabinet